# Wolmaransstad
Wolmaransstad is een plaats in de Zuid-Afrikaanse provincie Noordwest.
Wolmaransstad telt ongeveer 3600 inwoners.

## Subplaatsen
Het nationaal instituut voor de statistiek, Stats SA, deelt sinds de census 2011 deze hoofdplaats in twee zogenaamde subplaatsen (sub place):
Wolmaranstad SP1 • Wolmaranstad SP2.

## Zie ook

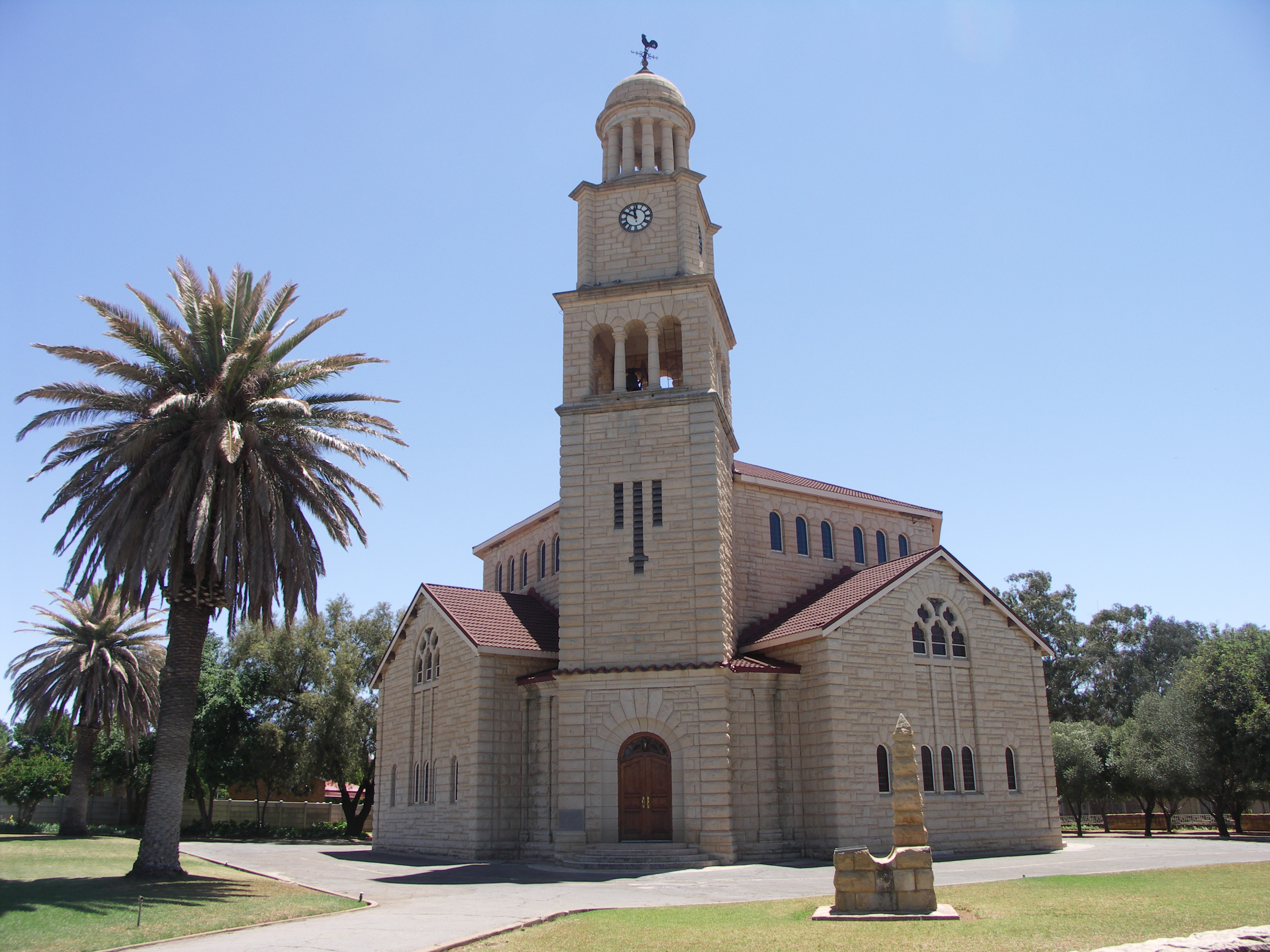
De Nederduits Gereformeerde Kerk